# Сафарова, Сайрам
Сайрам Сафарова (род. 1924 год, Джар-Курганский район, Сурхан-Дарьинская область, Узбекская ССР) — бригадир полеводческой бригады колхоза «Михнат-Рахат» Джар-Курганского района Сурхан-Дарьинской области, Узбекская ССР. Герой Социалистического Труда (1957).

## Биография
Родилась в 1924 году в одном из сельских населённых пунктов Джар-Курганского района. С 1941 года трудилась рядовой колхозницей в колхозе имени Норали Баймурадова (позднее — «Михнат-Рахат») Джан-Курганского района. В 1953—1955 годах — заведующая библиотекой в этом же колхозе. В 1955 году назначена бригадиром хлопководческой бригады.
В 1948 году бригада под её руководством собрала высокий урожай хлопка-сырца. Указом Президиума Верховного Совета СССР «О присвоении звания Героя Социалистического Труда колхозникам, колхозницам, работникам машинно-тракторных станций, совхозов, партийным и советским работникам Узбекской ССР» от 11 января 1957 года удостоена звания Героя Социалистического Труда за «выдающиеся успехи, достигнутые в деле развития советского хлопководства, широкое применение достижений науки и передового опыта в возделывании хлопчатника и получение высоких и устойчивых урожаев хлопка-сырца» с вручением ордена Ленина и золотой медали «Серп и Молот».
С 1960 года член КПСС. В последующие годы — бухгалтер (1963—1967), начальник отдела кадров (1967—1968) в колхозе «Михнат-Рахат» Джан-Курганского района.
Дальнейшая судьба не известна. Дата смерти не установлена.